# La Fondiaria Assicurazioni

La Fondiaria Assicurazioni est une compagnie d'assurances italienne.

## Histoire
La Fondiaria - Compagnia italiana di assicurazioni a premio fisso contro l'incendio est fondée le 15 janvier 1879 à Florence à l'initiative de la compagnie d'assurances française La Foncière, dirigée par Jean-Marie Georges Girard de Soubeyran, dont elle reprend également le nom, et grâce à l'apport de capitaux provenant de financiers et d'aristocrates, pas seulement toscans, parmi lesquels Domenico Balduino, Gioacchino Bastog, Carlo Alfieri di Sostegno, Carlo Fenzi et Giulio Bellinzaghi. Le président était le prince Tommaso Corsini.
En 1894, la Banca Commerciale Italiana et le Credito Italiano entrèrent dans l'actionnariat, tandis que les associés français en sortent.
En 1903, la société est cotée à la Bourse de Milan. En 1912, le gouvernement Giolitti procède, avec la loi 305, à la nationalisation des assurances vie et, comme toutes les entreprises actives dans ce secteur, La Fondiaria vita est contrainte de céder sa branche vie à l'INA et se transforme en « La Fondiaria - société financière » pour gérer le patrimoine du groupe.
Pendant la Première Guerre mondiale, la Fondiaria acquiert les activités italiennes de l'importante compagnie viennoise Danubio et les constitue en société autonome sous le nom de « La Previdente ». À la même époque, les participations des compagnies d'électricité Edison, Adamello et AEG prirent de l'importance. Après la Guerre, la Fondiaria prend le contrôle de la Società toscana beni stabili, propriétaire d'un patrimoine immobilier considérable : cela permet à la compagnie florentine de refonder la Fondiaria Vita en 1924, après l'abolition du monopole de l'INA.
À la suite de la guerre d'Éthiopie, Fondiaria ouvre des bureaux à Addis-Abeba et dans d'autres villes d'Éthiopie, et renforce également sa présence dans les autres colonies. En 1938, les lois raciales contraignirent de nombreux dirigeants à démissionner.
En 1959, la participation de Mediobanca atteint 20 % ; à la fin des années 1960, Montedison détient également une part similaire dans la société. En 1972, Fondiaria Incendio absorbe Fondiaria Infortuni et Reale Grandine ; en 1980, elle absorbe également Fondiaria Vita et change de nom pour devenir La Fondiaria - Compagnia di assicurazioni e riassicurazioni.
Au début des années 1980, Fondiaria appartient au groupe d'Anna Bonomi Bolchini et, à cette époque, en 1984, Fondiaria rachète Milano Assicurazioni et, par conséquent, sa filiale Italia Assicurazioni. En 1985, la société Montedison de Mario Schimberni rachète Bi-Invest des Bonomi et se retrouve ainsi à contrôler 25 % de Fondiaria. L'année suivante, les autres actionnaires, appartenant à des familles florentines historiques, tentent de résister, mais ils se retrouvent désavantagés par une nouvelle offre publique d'achat de Schimberni.
En 1989, Montedison, désormais dirigée par Raul Gardini, cède 50,9 % des actions de Fondiaria à GAIC, détenue par Camillo De Benedetti, cousin de Carlo. En 1991, Fondiaria prend le contrôle de Compagnia Latina di Assicurazioni et de sa filiale Ausonia Assicurazioni et les intègre dans Previdente (cotée en bourse à la suite de son important développement sous la direction de Roberto Pontremoli). En 1997, la Previdente est à son tour intégrée à la Milano Assicurazioni. Entre-temps, la Fondiaria intègre en 1995 La Fenice Riassicurazioni, et prend le nom de La Fondiaria Assicurazioni.